# Sainte-Olive

Sainte-Olive este o comună în departamentul Ain din estul Franței.